# Theodor Hubrich
Theodor Hubrich (ur. 13 maja 1919 w Kłodzku, zm. 26 marca 1992) – niemiecki duchowny katolicki, biskup pomocniczy magdeburski i administrator apostolski Schwerin od 1987 roku.

## Życiorys
Urodził się w 1919 roku w Kłodzku w rodzinie mieszczańskiej, gdzie ukończył kolejno szkołę podstawową oraz średnią. Następnie studiował teologię uzyskując święcenia kapłańskie w roku 1948. Po zakończeniu II wojny światowej został przesiedlony do radzieckiej strefy okupacyjnej Niemiec, osiadając w Berlinie Wschodnim, gdzie pracował jako wikariusz i duszpasterz młodzieży. W 1959 awansował na stanowisko dyrektora „Caritasu” w diecezji berlińskiej. Na początku lat 70 XX w. został przeniesiony do Administratury apostolskiej archidiecezji paderborńskiej w Magdeburgu. Piastował tam urząd wikariusza generalnego. W dniu 5 grudnia 1975 roku został mianowany przez papieża Pawła VI biskupem pomocniczym magdeburskim, a jako tytularną stolice biskupią przydzieloną mu hiszpańską Auce. Jego konsekracja biskupia miała miejsce 7 stycznia 1976 roku. Po rezygnacji biskupa Heinricha Theissinga, 23 listopada 1987 papież Jan Paweł II powołał go na administratora apostolskiego w Schwerin. Uroczysty ingres do tamtejszej prokatedry odbył 9 stycznia 1988 roku. Zmarł w roku 1992.